# Nadine Delache
Nadine Delache (Rouvroy, 7 febbraio 1941) è una nuotatrice francese.
Specializzata nel dorso, ha partecipato ai Giochi di Roma 1960, gareggiando nei 100m dorso.